# Mater Dei (Breda)

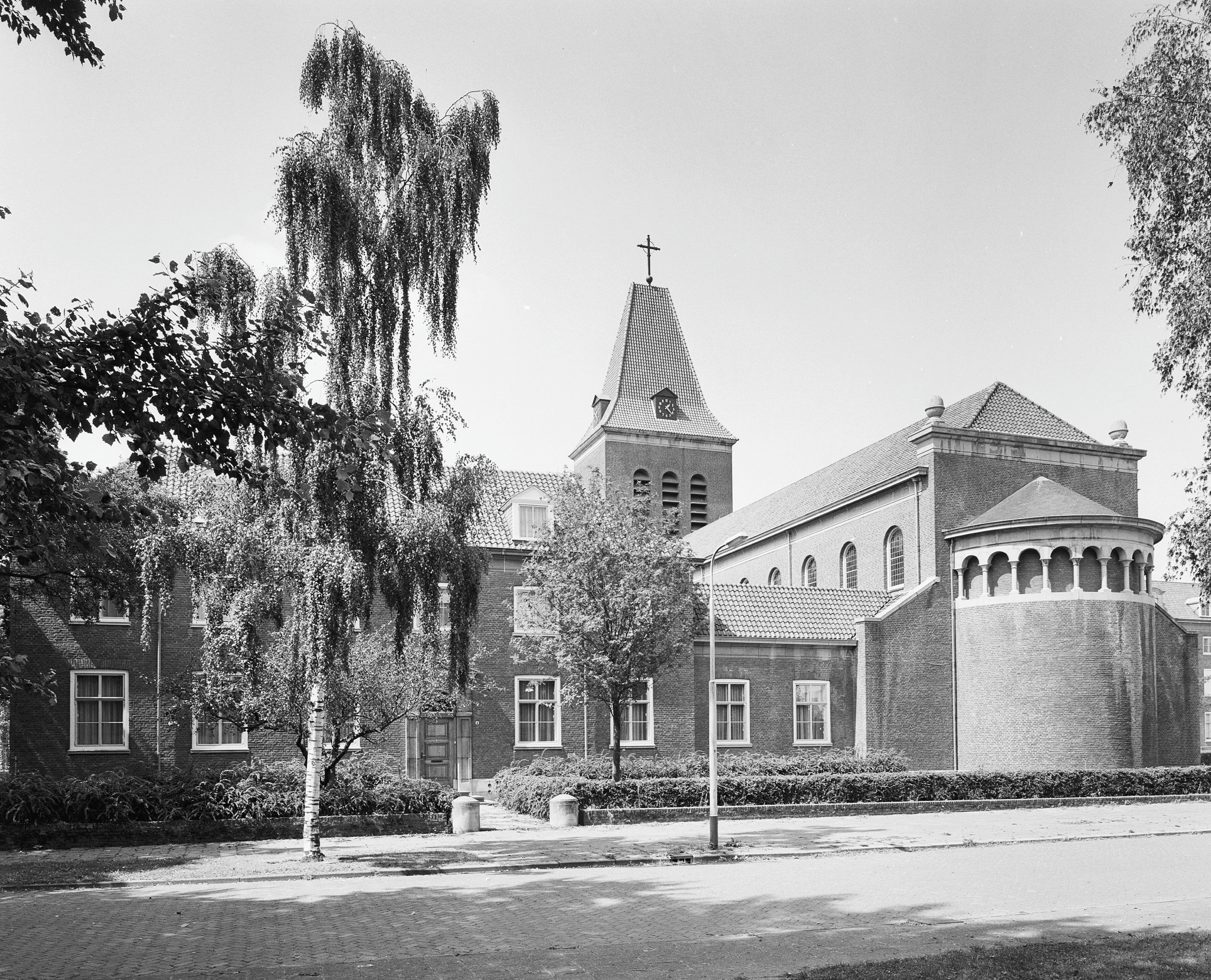
Kloosterkerk en rectoraat

Mater Dei (of voluit: Maria Mater Dei) is een voormalig klooster in de Noord-Brabantse stad Breda, gelegen aan de Monseigneur Hopmansstraat 2.

## Geschiedenis
In 1819 werd een pand aan de Haagdijk aangekocht waarin zich een Burgerziekenhuis vestigde. De stichters wilden dit een katholieke signatuur geven. Uiteindelijk kwamen ze in contact met de Franciscanessen van Dongen. Dezen organiseerden de stichting van een congregatie in Breda en drie meisjes uit Leuven waren de eersten die, in 1830, officieel toetraden. De congregatie groeide snel en vanuit Breda werden ook weer andere kloosters gesticht. De zusters wijdden zich onder meer aan ziekenzorg. In Breda werd onder meer een moederhuis en een noviciaat gesticht. De zusters stonden bekend onder de naam: Alles voor Allen.
In 1951 werd een nieuw kloostercomplex gebouwd, nu aan de Monseigneur Hopmansstraat. Architect was Bernard Oomen. Het is een groot complex, gebouwd in carrévorm. Het omvatte ook een verpleeg- en verzorgingshuis. De kloosterkerk is gebouwd in neoromaanse stijl met halfronde apsis en een voorgebouwde toren op rechthoekige plattegrond, voorzien van een schilddak.
Het klooster lag vlak bij het Sint-Ignatiusziekenhuis, waar veel zusters werkten.
Het klooster had een noviciaat en fungeerde ook als moederhuis. Gepensioneerde zusters uit verwante stichtingen kwamen hier te wonen.
In 2017 sloot het klooster. De gebouwen werden in gebruik genomen door de Bredase Hogeschool.